# Mihai Butean
Mihai Ionuț Butean (Cluj-Napoca, 14 settembre 1996) è un calciatore rumeno, centrocampista del Vojvodina.

## Caratteristiche tecniche
È un centrocampista difensivo.

## Carriera

### Club
Cresciuto nel settore giovanile dell'U Cluj, ha esordito in prima squadra il 29 agosto 2015 in occasione del match di campionato vinto 1-0 contro l'Chindia Târgoviște.

### Nazionale
Il 16 ottobre 2018 ha esordito con la nazionale Under-21 rumena disputando il match di qualificazione per gli Europei Under-21 2019 contro Liechtenstein.